# ГЕС Biasca
ГЕС Biasca — гідроелектростанція на південному сході Швейцарії. Становить нижній ступінь у гідровузлі Бленіо, розташованому на південному схилі хребта Lepontine Alps в долині Вал-Бленіо, яка вміщує сточище річки Бренно (ліва притока Тічино, що через По відноситься до басейну Адріатичного моря).
Ресурс для роботи станції постачається із водосховища Malvaglia об'ємом 4,6 млн м3, створеного на лівій притоці Бренно річці Орино за допомогою аркової бетонної греблі висотою 92 метри та довжиною 292 метрів, на яку витратили 162 тис. м3 матеріалу. До сховища надходить вода, відпрацьована на середньому ступені гідровузла ГЕС Олівоне. Через відвідний тунель цієї станції також подається ресурс із водозаборів у середній течії Бренно та її правої притоки Бренно-дель-Лукоманго.
Від водосховища Malvaglia до розташованого у гірському масиві лівобережжя Бренно підземного машинного залу веде головний дериваційний тунель, який забезпечує напір у 680 метри. Первісно зал було обладнано чотирма турбінами типу Пелтон потужністю по 72 МВт. В період з 2004 по 2007 рік провели модернізацію, яка зокрема полягала у збільшенні потужності трьох агрегатів до 109 МВт. Відпрацьована вода відводиться у річку Тічино дещо нижче впадіння у неї Бренно.
Управління станцією Biasca з 1976 року здійснюється дистанційно з центрального диспетчерського пункту в Локарно.